# Стара Лішня
Стара Лі́шня — село в Україні, у Поромівській громаді Володимирського району Волинської області. Населення становить 324 осіб.

## Історія
До 4 серпня 2017 року село було центром Старолішнянської сільської ради.
Свою назву село отримало не випадково. За легендою у польського пана було багато земель. З них була одна «лишня». Так і стало називатися село Лішня. Пізніше добудували другу частину села та поділили їх на «Стару Лішню» й «Нову Лішню».
Прикрасою села вважається дерев'яна церква, побудована у 1773-78 роках.
Місто-побратим — с. Макове (Кіровоградська обл.). 05.08.2017 року встановлено на конференції в м. Яремче представниками сільських рад.
12 червня 2020 року, відповідно до розпорядження Кабінету Міністрів України № 708-р «Про визначення адміністративних центрів та затвердження територій територіальних громад Волинської області», увійшло до складу Поромівської сільської територіальної громади.
19 липня 2020 року, в результаті адміністративно-територіальної реформи та ліквідації  Іваничівського району, село увійшло до новоутвореного Володимир-Волинського району (від 18 липня 2022 Володимирського).

## Населення
Згідно з переписом УРСР 1989 року чисельність наявного населення села становила 425 осіб, з яких 202 чоловіки та 223 жінки.
За переписом населення України 2001 року в селі мешкало 419 осіб.

### Мова
Розподіл населення за рідною мовою за даними перепису 2001 року:
| Мова       | Відсоток |
| ---------- | -------- |
| українська | 99,53 %  |
| білоруська | 0,24 %   |
| інші       | 0,23 %   |